# Едуард Гартманн
Едуард Гартманн (словац. Eduard Hartmann, нар. 5 червня 1965, Скалиця) — чехословацький та словацький хокеїст, що грав на позиції воротаря. Грав за збірні команди Чехословаччини та Словаччини. Згодом — хокейний тренер.

## Ігрова кар'єра
Професійну хокейну кар'єру розпочав 1983 року.
Протягом професійної клубної ігрової кар'єри, що тривала 16 років, захищав кольори команд «Дукла» (Тренчин), «Комета», «Айсберен Берлін» та «Спішска Нова Вес».
У складі збірної Чехословаччини перебував на чемпіонаті світу 1990, першим номером збірної був легендарний Домінік Гашек тому жодного матчу Едуард так і не зіграв. У складі збірної Словаччини виступав на Олімпійських іграх 1994 в норвезькому Ліллегаммері.

## Тренерська кар'єра
Після завершення кар'єри гравця тренува молодіжний склад клубу «Дукла» (Тренчин). У сезоні 2008-09 призначений генеральним директором клубу. 
Працював коментатором на Словацькому телебаченні.
З 2010-х асистент головного тренера жіночої збірної Туреччини та головний тренер національної збірної Туреччини та молодіжної збірної.

## Нагороди та досягнення
- Бронзовий призер чемпіонату світу — 1990 .
- Чемпіон Словаччини в складі «Дукла» (Тренчин) — 1993/94.